# Bramshill
Bramshill är en civil parish i distriktet Hart i det engelska grevskapet Hampshire. Sockennamnet förknippas med Police Staff College, Bramshill på Bramshill House. Socknen avgränsas av floderna Whitewater, Blackwater och Hart och byarna Farley Hill, Eversley, Hazeley, Heckfield, Riseley och Swallowfield. 
Bramshill har omkring 100 invånare (polishögskolans studenter och personal i södra delen av byn Bramshill House ej inräknade).

## Historia
Tidigare var Bramshill ett gods vars ägare residerade på Bramshill House. Den siste godsherren var Lord Brockett, som sålde egendomen 1952 för att kunna betala arvsskatten efter hans sons bortgång. Fram till att godset såldes kunde Bramshill-borna hyra sina hus mycket billigt, och godsägaren svarade för alla reparationer.